# Gripenhielm

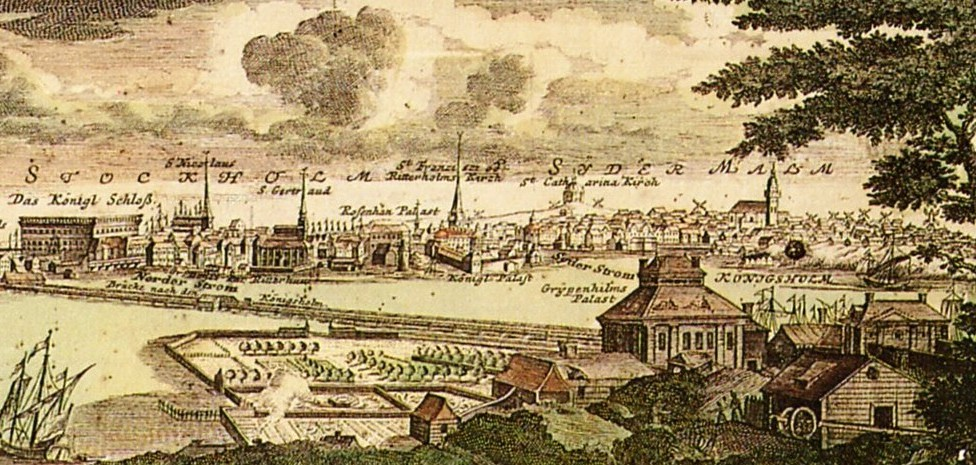
Ättens stamfar Emund Gripenhielm lät uppföra den Gripenhielmska malmgården på Kungsholmen i Stockholm (byggnaden i förgrunden till höger). Huset finns kvar, inbyggt i tidigare Serafimerlasarettets byggnad.

Gripenhielm var en svensk adelsätt. Den härstammade från Emund Figrelius, som 1660 utsågs till lärare åt fyraårige kungen Karl XI och samma år adlades Gripenhielm. Han blev 1673 riksråd och upphöjdes samma år till friherre. Ätten dog ut 1759. 

## Historik
Emund Gripenhielm var prästson och upptog moderns efternamn Figrelius. Efter en studieresa 1645–1650 i Baltikum och på kontinenten gjorde han snabb karriär, utnämndes 1650 till professor i Uppsala, 1657 till kunglig sekreterare och 1660 till lärare åt den minderårige kungen, Karl XI. Han blev 1673 riksråd och kansliråd.
Emund Gripenhielm ägde flera gods i Uppland, däribland Skediga i Bälinge, samt Duckarp i Äsphult i Skåne och Zimmershof i Livland. I Stockholm, på Kungsholmens östligaste udde, anlade han en malmgård i sluttningen ner mot Klara sjö med utsikt mot kungliga slottet, ett påkostat bostadshus omgivet av en barockträdgård.
Han var gift två gånger: 1651 med Barbro Lenæa, adlad Clo (död 1669), dotter till ärkebiskopen Johannes Lenæus, och 1673 med Anna Rålamb (1649–1691), dotter till riksrådet Claes Rålamb. I äktenskapen föddes fem söner:
- Nils Gripenhielm (1653–1706), landshövding, hade flera söner varav tre blev vuxna:
  - Carl Gripenhielm (1682–1744), överstelöjtnant, död barnlös.
  - Axel Johan Gripenhielm (1686–1755), landshövding, ogift.
  - Nils Gripenhielm (1687–1759), ryttmästare, ogift. Med honom dog ätten Gripenhielm ut.
- Johan Gripenhielm (1654–1696), lagman i Västmanland, ogift.
- Carl Gripenhielm (1655–1694), lantmäteridirektör, ogift.
- Claes Gripenhielm (1674–1692), omkom i en ridolycka, ogift.
- Edmund Gripenhielm (1675–1724), bergmästare i Skåne, hade två söner:
  - Edmund Gripenhielm (1703–1731), död ogift på en utrikes resa.
  - Carl Gripenhielm (1705–1741), kapten i preussisk tjänst, ogift.

### Ättens ursprung
Ättens äldste kände stamfader är Emund Gripenhielms far Nicolaus Emundi (1585–1653), lärare i Skövde och Linköping, rektor i Vadstena samt slutligen kyrkoherde i Rappestad i Östergötland och prost. Hans hustru Margareta Nilsdotter Figrelia var dotter till Nicolaus Hemmingi (död 1634), kyrkoherde i Landeryd, Östergötland, och prost.
Genom modern var Emund Gripenhielm släkt med adliga ätterna Leijonstierna och Gripendahl. Morbrodern Daniel Figrelius (död 1664), justitiepresident i Norrköping, blev adlad Leijonstierna, och kusinen Nils Figrelius (1636–1716), överinspektor vid salpetersjuderiet, Gripendahl.
En syster till Emund Gripenhielm var Sara Figrelia (1638–1720), som var gift med Magnus Nicolai Celsius och blev stammoder för släkten Celsius.